# 葛飾戴斗
葛飾 戴斗（かつしか たいと、生没年不詳）とは、江戸時代の浮世絵師。

## 来歴
葛飾北斎の門人。姓は近藤、名は文雄。通称は伴右衛門、喜三郎。斗円楼北泉、洞庭、洞庭舎、玄龍斎、米華斎、米華山人、米華道人、野竹、閑観翁、昇山などとも号す。もと但馬国（現兵庫県）豊岡藩小笠原家の藩士として江戸に生まれた。初め上野山下に住み、後に平河町に移ったといわれる。
北斎の門に入り斗円楼北泉と称したが、文政3年（1820年）に葛飾北斎から「戴斗」の号を譲られ二代目戴斗を名乗り、葛飾戴斗、玄龍斎戴斗と号す。戴斗は北斎が文化8年（1811年）頃から文政2年頃まで使用した画号であった。その作品は高い評価を受けていたという。北泉と称した時には『北斎漫画』二編の刊行に尽力した。作画期は文政から嘉永の頃にかけてで、作域は広く肉筆画の他、版本の挿絵、錦絵なども手がける。画風は北斎の画法を最も忠実に継いでいるが、『浮世絵師人名辞書』はこの戴斗について「…後大阪に至り、偽りて自ら北斎と称す、人卑みて犬北斎又は大阪北斎と呼べり」と記している。墓所は豊岡市三坂の旧瑞泰寺。門人に戴岳、北涯がいる。

## 作品

### 版本
- 『二十四孝図会』一冊　※文政5年（1822年）刊行
- 『英雄図会』一冊　※文政8年（1825年）刊行
- 『万職図考』一冊　※「文政丁亥」（文政10年）の序あり
- 『花鳥画伝』二冊　※嘉永元年（1848年）から翌年にかけて刊行
- 『絵本通俗三国志』全七十四巻。※湖南文山訳・池田東籬亭校訳[2]
- 『小紋雛形』一冊　※刊行年不明
- 『戴斗画譜』一冊　※刊行年不明
- 『武者鏡』　※刊行年不明

### 肉筆画
| 作品名               | 技法     | 形状・員数 | 所有者                 | 年代               | 落款・印章                           | 備考 |
| -------------------- | -------- | ---------- | ---------------------- | ------------------ | ------------------------------------ | ---- |
| 神功皇后と武内宿禰図 | 絹本着色 | 双幅       | 浮世絵太田記念美術館   |                    |                                      |      |
| 鍾馗図               | 紙本墨画 | 1幅        | 大倉集古館             | 1830年（文政13年） | 款記「政庚寅 葛飾戴斗」/「昇山」方印 |      |
| 柴刈農夫喫煙の図     | 絹本着色 | 1幅        | たばこと塩の博物館     |                    | 款記「葛飾戴斗」/「北斎」印          |      |
| 若菜摘む美人図       | 絹本着色 | 1幅        | 日本浮世絵博物館       |                    |                                      |      |
| 若衆図               | 絹本着色 | 1幅        | 摘水軒記念文化振興財団 |                    |                                      |      |
| 富士観覧図           | 紙本淡彩 | 1幅        | キヨッソーネ東洋美術館 |                    |                                      |      |
| 軍鶏図               |          | 1幅        |                        |                    |                                      |      |